# San Diego Open 1982
Il San Diego Open 1982 è stato un torneo di tennis giocato sul cemento. 
È stata la 5ª edizione del torneo di San Diego, che fa parte WTA Tour 1982.
Si è giocato a San Diego negli USA dal 26 luglio al 1º agosto 1982.

## Campionesse

### Singolare
Tracy Austin ha battuto in finale  Kathy Rinaldi con il punteggio di 7–6, 6–3

### Doppio
Kathy Jordan /  Paula Smith hanno battuto in finale  Patrícia Medrado /  Cláudia Monteiro con il punteggio di 6–3, 5–7, 7–6